# Combates em Cabul em janeiro de 2010
Os combates em Cabul em janeiro de 2010 foram um confronto ocorrido em 18 de janeiro de 2010 na cidade de Cabul, no Afeganistão, entre os insurgentes talibãs e as forças lideradas pela OTAN e do governo central afegão. Uma série de ataques do Talibã contra os lugares simbólicos do poder em Cabul (palácio presidencial, Ministério da Justiça, das Finanças e das Minas, Banco Central) foram repelidos após várias horas de combates.
A batalha começou por volta das 10 da manhã, quando um grupo de cerca de 20 combatentes talibãs se infiltrou na cidade e lançou um ataque contra o palácio presidencial e os hotéis frequentados por ocidentais. Apoiados por vários homens-bomba, rapidamente apreenderam o centro comercial Faroshga com vista para o palácio de Hamid Karzai, onde um incêndio acontecerá no segundo e no terceiro andares, e o Hotel Serena. Várias centenas de homens das forças governistas, em seguida, são convocados em reforço nos arredores do centro comercial onde os atacantes são bloqueados. Esses reforços consistem principalmente de soldados afegãos e uma unidade neozelandesa. O contra-ataque acabou por desalojar os talibãs do centro comercial e forçou-os a dispersarem-se pela cidade. Os combates só terminam por volta das 3 da tarde e a maioria insurgentes conseguem escapar.
Segundo os dados fornecidos pela OTAN sobre a batalha: 12 a 15 pessoas foram mortas (7 a 10 talibãs incluindo 4 ou 5 homens-bombas, 3 a 4 membros das forças de segurança e 1 a 2 civis) e 60 a 71 feridos. 